# Liao Taizu
Liao Taizu (辽太祖; Liáo Tàizǔ), personnamn Yelü Abaoji (耶律阿保机; Yēlǜ Ābǎojī), född 872, död 926, var en khitansk ledare och grundare och första kejsare av Liaodynastin. Liao Taizu regerade Liaodynastin från 907 fram till sin död 926.

## Uppväxt och karriär
Innan Abaoji var född drömde hans mamma att solen föll från himmelen i hennes famn, varefter hon blev gravid. När hon födde Abaoji fylldes rummet av mystiska ljus och extraordinära dofter. Den nyföddas kropp var som en treårings. Vid tre månaders ålder kunde han gå, och när han var ett år kunde han prata. Han visste saker som ännu inte hade skett. Så beskrivs början av Abaojis liv enligt den kinesiska historieskrivningen Liaos historia (辽史) från 1344. (Efternamnet Yelü började Abaojis släkt att använda först på 930-talet.)
| ”                    | [..] Han växte upp till en man nio chi hög. Den övre delen av hans ansikte var brett, den nedre delen skarpt skuren; Hans skarpa blick genomborrade personer. Han kunde spänna en trehundra punds pilbåge [...] | „ |
| – Liao History 1344. | |   |

Abaoji föddes 872, och hans far var en ledare för stammen Yila som var en av de Åtta stammarna enligt Tangdynastins indelning av khitanerna. Khitanerna bodde på östra sidan av Stora Hinggan som vid den tiden delade Manchuriet och Mongoliet. Nordost om dem bodde jurchenfolket. Mot sydost låg riket Balhae. Mot söder låg den kinesiska Tangdynastin. 901 blev Abaoji vald till ledare för Yila. Som ledare började Abaoji göra räder över den kinesiska gränsen, och han attackerade även jurchen.
903 blev Abaoji befälhavare över alla khitanernas militära styrkor och fick titeln Yüyue, vilket gjorde honom direkt underställd khitanernas Khagan. 905 ledde Abaoji ett kavalleri med 70 000 soldater till Datong och formade en allians med den kinesisk guvernören Li Keyong.

## Liaodynastin

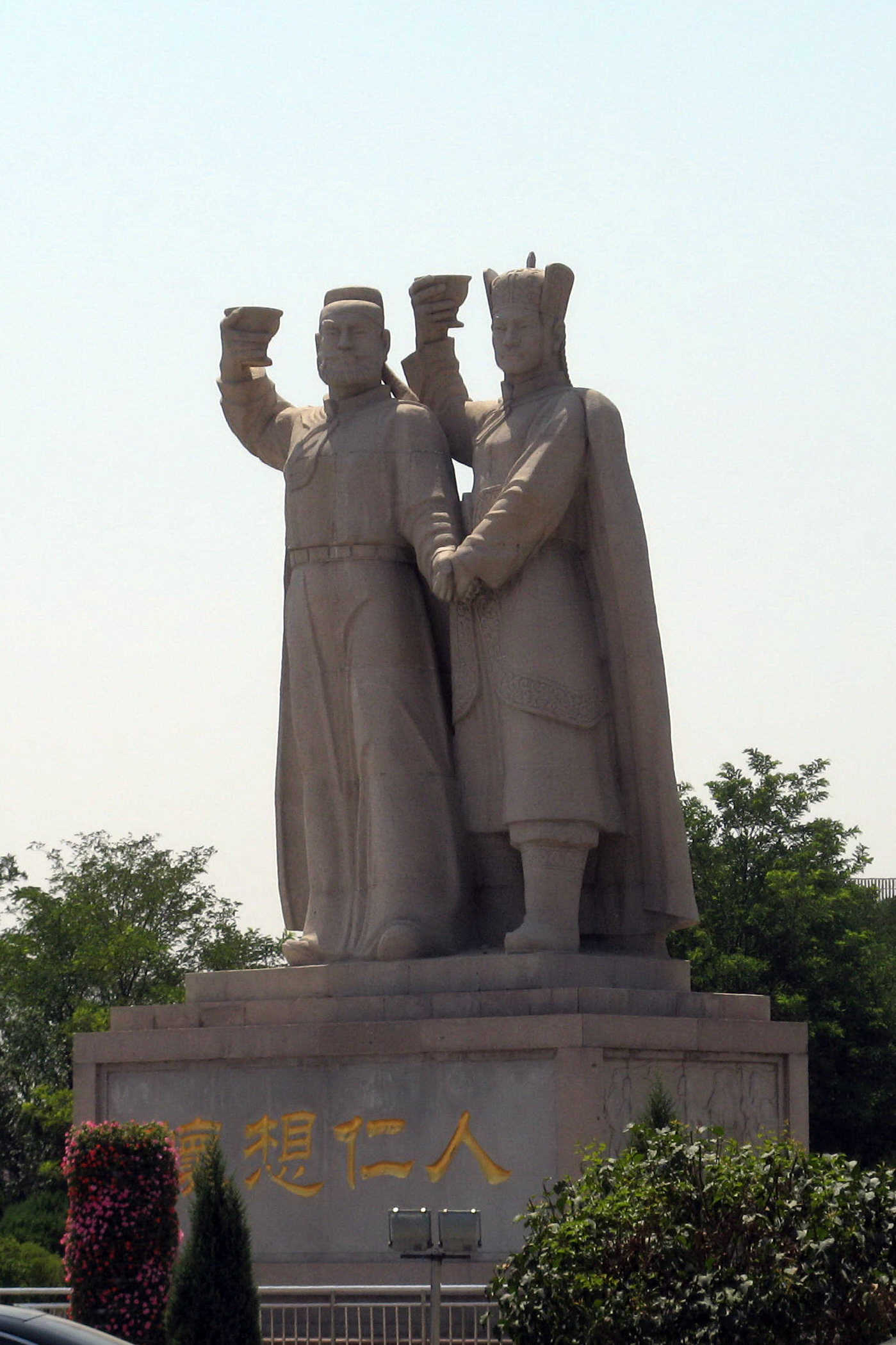
Staty av Liao Taizu och Li Keyong i Huairen i Shanxi.

907 krävde Abaoji titeln som Khagan över alla khitaner vilket accepterades av de andra stammarna och gjorde Abaoji till Khitan Khagan. Abaoji byggde upp två parallella system för att styra sitt land. Han blandade både det traditionella systemet där han var Khitan Khagan som styrde över militären, och den kinesiska modellen där han var kejsare över khitanernas nation och styrde de civila frågorna. 947 fick dynastin namnet Liao (辽), men enligt kinesisk historieskrivning grundades Liaodynastin 907.
De första nio åren efter att Liaodynastin grundades hade Abaoji stora problem med uppror. Inte sällan ledda av hans egna släktingar som var missnöjda med Abaojis nya administration. 916 etablerade Abaoji det kinesiska formella styrelseskicket vilket stärkte hans position. Han tillsatte 200 betrodda hovmän och gjorde sig till himmels kejsare med egen regeringsperiod och implementerade den kinesiska kalendern helt enligt den kinesiska modellen. Hans tempelnamn blev Taizu'(太祖) Han gjorde även sin äldsta son Prins Bei till tronarvinge.
År 918 hade han uppfört sin nya huvudstad Shangjing (上京) (dagens Bairins vänstra baner) med stadsmur, avenyer och tempel. Abaoji använde kinesiska arkitekter och även kinesiska arbetskraft när huvudstaden byggdes. Abaoji uppförde också en alternativ huvudstad för varje administrativ enhet, vilket blev totalt fem.
922 och 923 utförde Abaoji flera militära kampanjer i Hebei och var i krig med Senare Tang som bildats 923. Senare Tang grundades av kejsar Zhuangzong som var son till Li Keyong, som Abaoji slöt en allians med 905. 926 erövrade Abaoji riket Balhae. Balhaes tidigare territorium fick namnet Dongdan, och kronprinsen, som var med under erövringen, fick titels Prins Dongdan.
Abaoji avled snabbt och oväntat 54 år gammal 926 Kejsarinnan Yingtian hade tveksamheter till kronprinsens förmåga att leda riket. I konflikt med den succesionsordning Abaoji slog fast 916 tillsatte Kejsarinnan Yingtian deras andras son Yelü Deguang som kejsare, senare känd som kejsar Taizong.

## Regeringsperioder
- Shence (神冊) 916–921[2]
- Tianzan (天贊) 922–926[2]
- Tianxian (天顯) 926–927[2]